# Martin Chalfie
Martin Lee Chalfie (sinh 1947) là nhà hóa học người Mỹ. Ông cùng với hai nhà hóa học gốc châu Á là Shimomura Osamu và Roger Y. Tsien trở thành những người xứng đáng nhận Giải Nobel Hóa học năm 2008 vì có khám phá đầu tiên về GFP và một loạt các phát triển quan trọng dẫn tới việc sử dụng nó như một công cụ quan trọng trong sinh học.